# Championnats du monde d'athlétisme jeunesse 2011
Navigation
2009 2013
Les 7es championnats du monde d'athlétisme jeunesse ou cadets se déroulent du 6 au 10 juillet 2011 au Stadium Nord Lille Métropole de Villeneuve-d'Ascq près de Lille, en France. La ville a été désignée en 2008 lors d'un Conseil de l'IAAF tenu à Monaco.

## Participants
Seuls des athlètes âgés de 16 ou de 17 ans au 31 décembre 2011 (nés en 1994 ou en 1995) peuvent concourir. Un maximum de deux athlètes par nation et par épreuve (sauf pour les relais) peuvent être inscrits.
1 375 athlètes (757 garçons et 618 filles), issus de 173 nations, participent aux 40 épreuves au programme. La France est le pays le plus représenté avec 51 athlètes, suivie par l'Espagne (43 athlètes) et les États-Unis (40 athlètes). 63 nations n'envoient qu'un seul participant.

## Faits marquants
Le 800 mètres masculin est marqué par la victoire du jeune kényan de seize ans Leonard Kosencha, qui réalise en 1 min 44 s 08 la meilleure performance cadets de tous les temps ainsi que l'une des meilleures performances mondiales de l'année 2011, toutes catégories d'âge confondues,. Jacko Gill et Bence Pásztor réalisent, chacun dans leur spécialité, des performances remarquables pour leur catégorie d'âge, avec un écart significatif sur leurs deuxièmes placés.

## Résultats

### Hommes
| Épreuves                               | Or                                                                                | Argent                                                                                | Bronze                                                                                   |
| -------------------------------------- | --------------------------------------------------------------------------------- | ------------------------------------------------------------------------------------- | ---------------------------------------------------------------------------------------- |
| 100 m Vent : - 0,3 m/s                 | Odail Todd 10 s 51 (PB)                                                           | Kazuma Ōseto 10 s 52                                                                  | Mickael-Meba Zeze 10 s 57                                                                |
| 200 m Vent :+ 1,1 m/s                  | Stephen Newbold 20 s 89 (PB)                                                      | Odail Todd 21 s 00 (PB)                                                               | Ronald Darby 21 s 08                                                                     |
| 400 m                                  | Arman Hall 46 s 01 (WYL)                                                          | Alphas Kishoyian 46 s 58                                                              | Patryk Dobek 46 s 67 (PB)                                                                |
| 800 m                                  | Leonard Kosencha 1 min 44 s 08 (WYR)                                              | Mohammed Aman 1 min 44 s 68 (PB)                                                      | Timothy Kitum 1 min 44 s 98 (PB)                                                         |
| 1 500 m                                | Teshome Dirirsa 3 min 39 s 13 (PB)                                                | Vincent Kiprotich Mutai 3 min 39 s 17 (PB)                                            | Jonathan Sawe 3 min 39 s 54                                                              |
| 3 000 m                                | William Malel Sitonik 7 min 40 s 10 (CR)                                          | Patrick Mutunga Mwikya 7 min 40 s 47 (PB)                                             | Abrar Osman Adem 7 min 40 s 89 (PB)                                                      |
| 10 000 m marche                        | Pavel Parshin 40 min 51 s 31 (CR)                                                 | Kenny Martín Pérez 40 min 59 s 25 (PB)                                                | Erwin González 41 min 09 s 60 (PB)                                                       |
| 110 m haies (91,4 cm) Vent : + 0,1 m/s | Andries van der Merwe 13 s 41                                                     | Joshua Hawkins 13 s 44 (PB)                                                           | Wilhem Belocian 13 s 51 (PB)                                                             |
| 400 m haies                            | Egor Kuznetsov 50 s 97 (WYL)                                                      | Ibrahim Mohammed Saleh 51 s 14 (PB)                                                   | Takahiro Matsumoto 51 s 26 (PB)                                                          |
| 2 000 m steeple                        | Conseslus Kipruto 5 min 28 s 65 (WYL)                                             | Gilbert Kiplangat Kirui 5 min 30 s 49                                                 | Zacharia Kiprotich 5 min 37 s 98 (PB)                                                    |
| Relais suédois                         | États-Unis Ronald Darby Aldrich Bailey Najee Glass Arman Hall 1 min 49 s 47 (WYR) | Japon Kazuma Ōseto Akiyuki Hashimoto Shotaro Aikyo Takuya Fukunaga 1 min 50 s 69 (PB) | France Wilhem Belocian Mickael-Meba Zeze Jordan Geenen Thomas Jordier 1 min 51 s 81 (PB) |
| Saut en hauteur                        | Gaël Lévecque 2,13 m (PB)                                                         | Usman Usmanov 2,13 m (PB)                                                             | Justin Fondren 2,13 m (PB)                                                               |
| Saut à la perche                       | Robert Renner 5,25 m (PB)                                                         | Melker Svärd Jacobsson 5,15 m                                                         | Jacob Blankenship 5,05 m                                                                 |
| Saut en longueur                       | Lin Qing 7,83 m                                                                   | Johan Taléus 7,44 m                                                                   | Stefano Braga 7,42 m                                                                     |
| Triple saut                            | Latario Collie-Minns 16,06 m                                                      | Albert Janki 15,95 m                                                                  | Lathone Collie-Minns 15,51 m                                                             |
| Lancer du poids (5 kg)                 | Jacko Gill 24,35 m (WYR)                                                          | Tyler Schultz 20,35 m (PB)                                                            | Braheme Days 20,14 m (PB)                                                                |
| Lancer du disque (1,5 kg)              | Fedrick Dacres 67,05 m (WYL)                                                      | Ethan Cochrane 61,37 m (PB)                                                           | Gerhard de Beer 60,63 m (PB)                                                             |
| Lancer du marteau (5 kg)               | Bence Pásztor 82,60 m (CR)                                                        | Özkan Baltacı 78,63 m (PB)                                                            | Serhiy Reheda 74,06 m                                                                    |
| Lancer du javelot (700 g)              | Reinhard van Zyl 82,96 m (PB)                                                     | Morné Moolman 80,99 m                                                                 | Zhang Guisheng 77,62 m                                                                   |
| Octathlon                              | Jake Stein 6 491 pts (WYR)                                                        | Fredrick Ekholm 6 127 pts (PB)                                                        | Felipe dos Santos 5 966 pts (PB)                                                         |

### Femmes
| Épreuves                               | Or                                                                                             | Argent                                                                                    | Bronze                                                                                 |
| -------------------------------------- | ---------------------------------------------------------------------------------------------- | ----------------------------------------------------------------------------------------- | -------------------------------------------------------------------------------------- |
| 100 m Vent : - 0,5 m/s                 | Jennifer Madu 11 s 57                                                                          | Myasia Jacobs 11 s 61                                                                     | Christania Williams 11 s 63                                                            |
| 200 m Vent :+ 0,1 m/s                  | Desiree Henry 23 s 25 (WYL)                                                                    | Christian Brennan 23 s 47 (PB)                                                            | Shericka Jackson 23 s 62                                                               |
| 400 m                                  | Shaunae Miller 51 s 84 (PB)                                                                    | Christian Brennan 52 s 12 (PB)                                                            | Olivia James 52 s 14 (PB)                                                              |
| 800 m                                  | Ajee Wilson 2 min 2 s 64 (PB)                                                                  | Wang Chunyu 2 min 3 s 23 (PB)                                                             | Jessica Judd 2 min 3 s 43                                                              |
| 1 500 m                                | Faith Kipyegon 4 min 9 s 48 (CR)                                                               | Senbere Teferi 4 min 10 s 54 (PB)                                                         | Genet Tibieso 4 min 11 s 56 (PB)                                                       |
| 3 000 m                                | Gotytom Gebreslase 8 min 56 s 36 (WYL)                                                         | Zipora Wanjiru Kingori 8 min 56 s 82 (PB)                                                 | Caroline Chepkoech Kipkirui 8 min 48 s 63 (PB)                                         |
| 5 000 m marche                         | Kate Veale 21 min 45 s 59 (WYL)                                                                | Mao Yanxue 22 min 0 s 15 (PB)                                                             | Nadezhda Leontyeva 22 min 0 s 84 (PB)                                                  |
| 100 m haies (76,2 cm) Vent : - 0,1 m/s | Trinity Wilson 13 s 11 (WYL)                                                                   | Noemi Zbären 13 s 17 (PB)                                                                 | Kendell Williams 13 s 28 (PB)                                                          |
| 400 m haies                            | Nnenya Hailey 57 s 93 (WYL)                                                                    | Sarah Carli 58 s 05 (PB)                                                                  | Surian Hechavarría 58 s 37 (PB)                                                        |
| 2 000 m steeple                        | Norah Jeruto Tanui 6 min 16 s 41 (WYL)                                                         | Fadwa Sidi Madane 6 min 20 s 98 (PB)                                                      | Lilian Jepkorir Chemweno 6 min 21 s 85 (PB)                                            |
| Relais suédois                         | Jamaïque Christania Williams Shericka Jackson Chrisann Gordon Olivia James 2 min 03 s 43 (WYR) | États-Unis Jennifer Madu Bealoved Brown Kendall Baisden Robin Reynolds 2 min 03 s 92 (SB) | Canada Shamelle Pless Khamica Bingham Christian Brennan Sage Watson 2 min 05 s 72 (PB) |
| Saut en hauteur                        | Ligia Grozav 1,87 m (WYL)                                                                      | Iryna Gerashchenko 1,87 m (WYL)                                                           | Chanice Porter 1,82 m                                                                  |
| Saut à la perche                       | Desiree Singh 4,25 m (WYL)                                                                     | Liz Parnov 4,20 m (SB)                                                                    | Lucy Bryan 4,10 m (PB)                                                                 |
| Saut en longueur                       | Chanice Porter 6,22 m                                                                          | Anastassia Angioi 6,17 m                                                                  | Marina Buchelnikova 6,11 m                                                             |
| Triple saut                            | Sokhna Gallé 13,62 m                                                                           | Li Jingyu 13,57 m (PB)                                                                    | Ana Peleteiro 12,92 m                                                                  |
| Lancer du poids                        | Guo Tianqian 15,24 m                                                                           | Sophie McKinna 14,90 m                                                                    | Katinka Urbaniak 14,71 m                                                               |
| Lancer du disque                       | Rosalía Vázquez 53,51 m                                                                        | Yan Liang 52,89 m (PB)                                                                    | Shelbi Vaughan 52,58 m                                                                 |
| Lancer du marteau                      | Louisa James 57,13 m (PB)                                                                      | Malwina Kopron 57,03 m (PB)                                                               | Roxana Perie 56,75 m (PB)                                                              |
| Lancer du javelot                      | Christin Hussong 59,74 m (CR)                                                                  | Sofi Flinck 54,62 m (PB)                                                                  | Monique Cilione 52,77 m (PB)                                                           |
| Heptathlon                             | Yusleidys Mendieta 5 697 pts (WYL)                                                             | Yorgelis Rodriguez 5 671 pts (PB)                                                         | Marjolein Lindemans 5 532 pts (PB)                                                     |

## Tableau des médailles
- Tableau final :

| Rang | Nation           | Or | Argent | Bronze | Total |
| ---- | ---------------- | -- | ------ | ------ | ----- |
| 1    | États-Unis       | 6  | 3      | 6      | 15    |
| 2    | Kenya            | 5  | 5      | 4      | 14    |
| 3    | Jamaïque         | 4  | 1      | 4      | 9     |
| 4    | Bahamas          | 3  | 0      | 1      | 4     |
| 5    | Chine            | 2  | 4      | 1      | 7     |
| 6=   | Éthiopie         | 2  | 2      | 1      | 5     |
| 6=   | Afrique du Sud   | 2  | 2      | 1      | 5     |
| 8=   | Royaume-Uni      | 2  | 1      | 2      | 5     |
| 8=   | Russie           | 2  | 1      | 2      | 5     |
| 10   | Cuba             | 2  | 1      | 1      | 4     |
| 11   | France           | 2  | 0      | 3      | 5     |
| 12   | Allemagne        | 2  | 0      | 1      | 3     |
| 13   | Australie        | 1  | 2      | 1      | 4     |
| 14   | Nouvelle-Zélande | 1  | 1      | 0      | 2     |
| 15   | Roumanie         | 1  | 0      | 1      | 2     |
| 16=  | Hongrie          | 1  | 0      | 0      | 1     |
| 16=  | Irlande          | 1  | 0      | 0      | 1     |
| 16=  | Slovénie         | 1  | 0      | 0      | 1     |
| 19   | Suède            | 0  | 4      | 0      | 4     |
| 20=  | Canada           | 0  | 2      | 1      | 3     |
| 20=  | Japon            | 0  | 2      | 1      | 3     |
| 22=  | Italie           | 0  | 1      | 1      | 2     |
| 22=  | Pologne          | 0  | 1      | 1      | 2     |
| 22=  | Ukraine          | 0  | 1      | 1      | 2     |
| 25=  | Colombie         | 0  | 1      | 0      | 1     |
| 25=  | Maroc            | 0  | 1      | 0      | 1     |
| 25=  | Arabie saoudite  | 0  | 1      | 0      | 1     |
| 25=  | Suisse           | 0  | 1      | 0      | 1     |
| 25=  | Turquie          | 0  | 1      | 0      | 1     |
| 30=  | Mexique          | 0  | 0      | 1      | 1     |
| 30=  | Espagne          | 0  | 0      | 1      | 1     |
| 30=  | Ouganda          | 0  | 0      | 1      | 1     |
| 30=  | Belgique         | 0  | 0      | 1      | 1     |
| 30=  | Brésil           | 0  | 0      | 1      | 1     |
| 30=  | Érythrée         | 0  | 0      | 1      | 1     |
|      | Total            | 40 | 40     | 40     | 120   |